# بربيت صفاح
البربيت الصفاح (الاسم العلمي: Pogoniulus) هو جنس من الطيور يتبع الفصيلة البربيتية من رتبة نقاريات الشكل.

## أنواع البربيت الصفاح
- بربيت أرقط
- بربيت أخضر غربي
- بربيت أخضر مشورب
- بربيت أخضر أفريقي
- بربيت أحمر المؤخرة
- بربيت أصفر الحنجرة
- بربيت أصفر المؤخرة
- بربيت أصفر الوجه
- بربيت أحمر الوجه